# Taeniocerus platypus
Taeniocerus platypus es una especie de coleóptero de la familia Passalidae.

## Distribución geográfica
Habita en Borneo.